# Reunion (videogioco)
Reunion è un videogioco di strategia per Amiga e MS-DOS del 1994, ambientato nello spazio, che parte dallo sviluppo di una colonia terrestre in un altro sistema solare dopo la perdita di tutti i contatti con la Terra. Scopo del gioco ritrovare il Pianeta Terra per la "Riunificazione".